# آلة التدريس

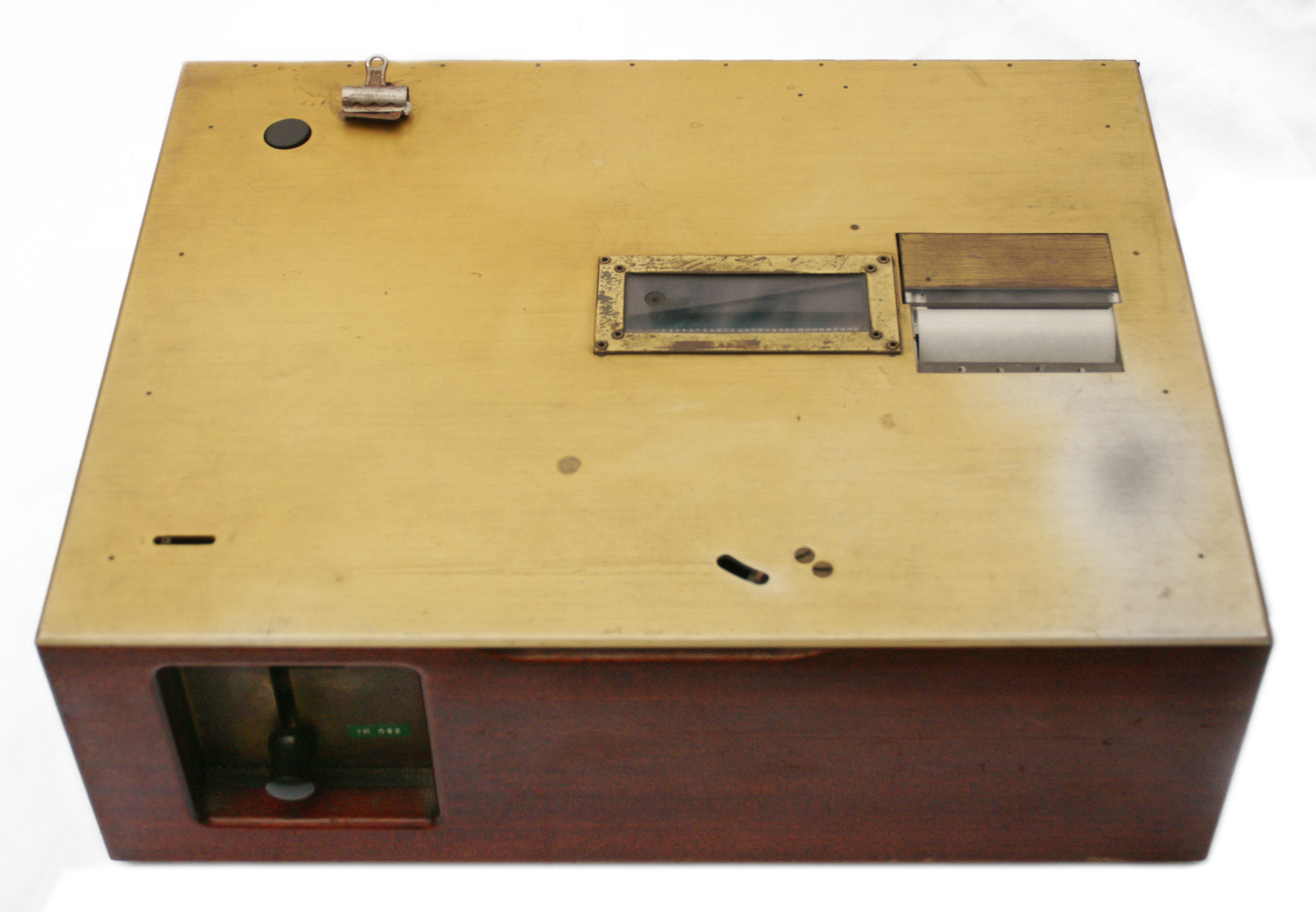
آلة تدريس سكينر ، وهي جهاز ميكانيكي للتحكم في تقدم الطلاب في التعليم المبرمج

كانت آلات التدريس في الأصل أجهزة ميكانيكية. وقدموا المواد التعليمية ودربوا الطلاب. وأول من اخترعها كان من قبل سيدني لبريسي، وكانت في منتصف العشرينيات من القرن الماضي كان جهازه في الأصل يدير أسئلة متعددة الخيارات. يمكن ضبط الماكينة بحيث تتحرك فقط فقط عندما يحصل الطالب على الإجابة الصحيحة. أظهرت الاختبارات أن التعلم قد تم في  كان هذا مثالاً على كيفية تسبب نتائج المعرفة في التعليم وبعد ذلك بوقت طويل، طور نورمان كراودر فكرة بريسي إلى حد أكبر.
كان بور هوس فريدريك سكينر مسؤولاً عن نوع مختلف من الآلات يسمى قلايدر والذي استخدم أفكاره حول كيفية توجيه التعلم مع التعزيز الإيجابي. دعا سكينر إلى استخدام آلات التدريس لمجموعة واسعة من الطلاب على سبيل المثال (مرحلة ما قبل المدرسة حتى البالغين) والأغراض التعليمية مثل (القراءة والموسيقى). تنبع الإمكانيات التعليمية لآلة التدريس من عدة عوامل: فقد قدمت تعزيزًا آليًا وفوريًا ومنتظمًا دون استخدام التحكم المكروه كانت المادة المقدمة متماسكة ولكنها متنوعة وجديدة؛ يمكن تعديل وتيرة التعلم لتناسب الفرد. ونتيجة لذلك، كان الطلاب مهتمين ويقظين وتعلموا بكفاءة من خلال إنتاج السلوك المطلوب «التعلم بالممارسة».
هناك خبرة واسعة تفيد بأن كلا الطريقتين نجحتا بشكل جيد، وكذلك فعل التعلم المبرمج في أشكال أخرى، مثال على ذلك الكتب. توفر فكرة آلة التدريس والتعلم المبرمج الأساس للأفكار لاحقة مثل التعليم المفتوح بمساعدة الكمبيوتر.
- يمكن العثور على الرسوم التوضيحية لآلات التدريس المبكرة في المرجع الرئيسي لها [11]

## يقتبس
- إدوارد إل ثورندايك في عام 1912: «إذا أمكن، بمعجزة الإبداع الميكانيكي، ترتيب كتاب بحيث لا يمكن رؤية الصفحة الثانية إلا لمن فعل ما تم توجيهه في الصفحة الأولى، وهكذا، فإن الكثير يتطلب الآن يمكن إدارة التعليمات الشخصية عن طريق الطباعة».[12]
- برسي في عام 1932: «كان التعليم هو النشاط الرئيسي الوحيد في هذا البلد الذي لم يطبق حتى الآن البراعة بشكل منهجي لحل مشاكله». (ص 668). كان يعتقد أن الآلة التي طورها ستؤدي إلى «ثورة صناعية في التعليم» (ص 672).[3]